# Andreas Reinhardt (Bühnenbildner)
Andreas Reinhardt (* 20. August 1937 Meißen; † 24. Dezember 2007 in München) war ein deutscher Professor und Bühnenbildner für Film, Schauspiel und Musiktheater.

## Werdegang
Reinhardt absolvierte seine Ausbildung zum Bühnenausstatter an der Hochschule für Bildende Künste Dresden. 1951–61 war er Theatermaler, Bühnenbildassistent und Bühnenbildner. Von 1962 bis 1964 war er Meisterschüler von Karl von Appen an der Deutschen Akademie der Künste in Berlin.
1965 kam er zu Helene Weigel als Bühnenbildner an das Berliner Ensemble. 1975 übersiedelte er von der DDR in die Bundesrepublik. Ab 1977 wirkte er als Bühnenbildner an den Staatlichen Schauspielbühnen in Berlin. Seit 1978 war er freier Bühnenbildner in München, Stuttgart, Zürich, Berlin und vielen großen europäischen Opernhäusern. Er arbeitete u. a. eng mit den Regisseuren Ruth Berghaus, Adolf Dresen, August Everding, Wolfgang Heinz, Walter Felsenstein, Götz Friedrich, Boy Gobert, Hans Hollmann, Kurt Horres, Günter Krämer, Alfred Kirchner, Nikolaus Lehnhoff, Hans Lietzau, Heinz Spoerli, Johannes Schaaf und Manfred Wekwerth zusammen.
Reinhardt entwarf u. a. die Ausstattung für Richard Wagners Ring des Nibelungen in Hamburg sowie Bühnenbilder bei den Festspielen von Bayreuth, Salzburg und Spoleto.
An der Bayerischen Staatsoper schuf er die Bühnenbilder zu Giuseppe Verdis La traviata, die Ausstattung zu Gioacchino Rossinis Il barbiere di Siviglia, zu Hans Werner Henzes Der junge Lord und zu Lohengrin.
1994 übernahm Reinhardt eine Gastprofessur an der Akademie der Bildenden Künste München und war als Dozent an der Bayerischen Theaterakademie München tätig. 1997 wurde er zum Professor an der Hochschule für Bildende Künste Dresden ernannt.

## Filmografie
- 1963: Nur ein Märchen
- 1970: Das Verhör von Habana